# Collins Street (Melbourne)
Collins Street est une grande rue du quartier central des affaires de Melbourne, Victoria, Australie. Elle a été tracée lors du premier relevé de Melbourne, le Hoddle Grid original de 1837, et est rapidement devenue l'adresse la plus recherchée de la ville. Collins Street a été nommée d'après le Lieutenant-Gouverneur de Tasmanie David Collins qui a conduit un groupe de colons à établir une colonie éphémère à Sorrento en 1803.